# Cerenzia
Cerenzia é uma comuna italiana da região da Calábria, província de Crotone, com cerca de 1.369 habitantes. Estende-se por uma área de 24 km², tendo uma densidade populacional de 57 hab/km². Faz fronteira com Caccuri, Castelsilano.

## Demografia
| Variação demográfica do município entre 1861 e 2011                               |
|                                                                                   |
| Fonte: Istituto Nazionale di Statistica (ISTAT) - Elaboração gráfica da Wikipedia |